# 신목로
신목로는 신정교에서 시작하여 오목교역 앞에서 오목로와 교차한 뒤 목동동로, 목동 공영주차장 앞에서 끊기는 도로다. 같은 이름의 신목고등학교와 신목중학교와는 접속하지 않는다.